# 腸疾患
腸疾患(ちょう・しっかん)とは、小腸・結腸・直腸を場とした疾患の総称。

## 免疫異常
- クローン病
- 潰瘍性大腸炎
- ループス腸炎
- 消化管ベーチェット病

## 腫瘍
- 上皮性腫瘍
小腸癌
- 非上皮性腫瘍
悪性リンパ腫
消化管間質腫瘍 (GIST)

## 感染症
- ウイルス
ノロウイルス感染症
ロタウイルス感染症
サイトメガロウイルス感染症
- 細菌
ウイップル病
出血性大腸炎（腸管出血性大腸菌（O157など）、細菌性赤痢など）
腸結核
クロストリジウム・ディフィシル腸炎
- 原虫
アメーバ赤痢

## 器質的異常
- 憩室症
- イレウス

## 循環異常
- 虚血性大腸炎
- 上腸間膜動脈血栓症

## 医原性
- 放射線腸炎
- 薬剤性腸炎